# Осман (городище)
Осман — багатошарова археологічна пам'ятка, частина археологічного комплексу Аю-Даг, розташована на західному схилі Аюдагу, на хребті Тоха Дахир і в урочищі Осман (велика частина пам'ятки зараз — північна околиця табору Артек). Рішеннями Кримського облвиконкому № 595 від 5 вересня 1969 року, № 16 (облікові № 490, 479) від 15 січня 1980 року та № 362 від 21 червня 1983 року (обліковий № 2097) «Поселення, Базиліка „Тоха-Дахир“» I тисячоліття до н. е. та «Таврське поселення в урочищі „Осман“» IV століття до н. е. — IV століття н. е. було оголошено історичною пам'яткою регіонального значення.

## Опис
Перше повідомлення про таврські кам'яні ящики на пагорбі Тоха-Дахир в урочищі Осман залишив Микола Рєпніков у роботі «Розвідки і розкопки на південному березі Криму і в Байдарській долині в 1907 році». У 1947 році під час земляних робіт тут було знайдено античні монети періоду з IV століття до н. е. по III століття н. е., на підставі чого було висловлено припущення про наявність в урочищі святилища античних часів. Розвідки 1963 року на схилі пагорба виявили терасовані майданчики з кам'яними крепідами (кам’яні або цегляні підмурівки, основи або виступаючі частини фундаментів, які використовувалися в античній архітектурі) і залишки будівель. Розкопки розкрили культурні шари від IV століття до н. е. до X століття н. е., нижче схилом знайдено залишки іншого, значно розкиданого поселення VIII—X століть (повністю визначити його розміри не вдалося: під час розширення парку багато споруд зруйновано), у тій самій місцевості розвідано катакомбний могильник V—VII століття, частково розкопаний Рєпниковим на початку XX століття, у 1975 році знайдено ще одне поселення I—III століття н. е.. Існує версія про те, що тераси таврського періоду використовували до середньовіччя, коли до них додавали нові через зростання поселення, водночас деякі історики спростовують наявність таврів на Південному березі пізніше V століття до н. е. і вважають, що етнічну та політичну приналежність населення околиць Аюдагу в епоху еллінізму ще не визначено. У римську епоху поселення могло перебувати на стику володінь римлян і Боспору. З огляду на недостатню вивченість пам'ятки й недоступність значної її частини (використовувана територія Артека), історія поселення в урочищі Осман вивчена лише частково.